# Skarshaugane
Die Skarshaugane (norwegisch für Schartenhöhen) sind eine Gruppe von Bergen im ostantarktischen Königin-Maud-Land. Im Alexander-von-Humboldt-Gebirge des Wohlthatmassivs erstrecken sich die Berge von der Hovdeskar über 5 km in südlicher Richtung.
Entdeckt und aus der Luft fotografiert wurden die Berge bei der Deutschen Antarktischen Expedition 1938/39 unter der Leitung des Polarforschers Alfred Ritscher. Norwegische Kartographen, die sie auch benannten, kartierten sie anhand von Luftaufnahmen und Vermessungen der Dritten Norwegischen Antarktisexpedition (1956–1960).